# Universidade Victoria de Wellington

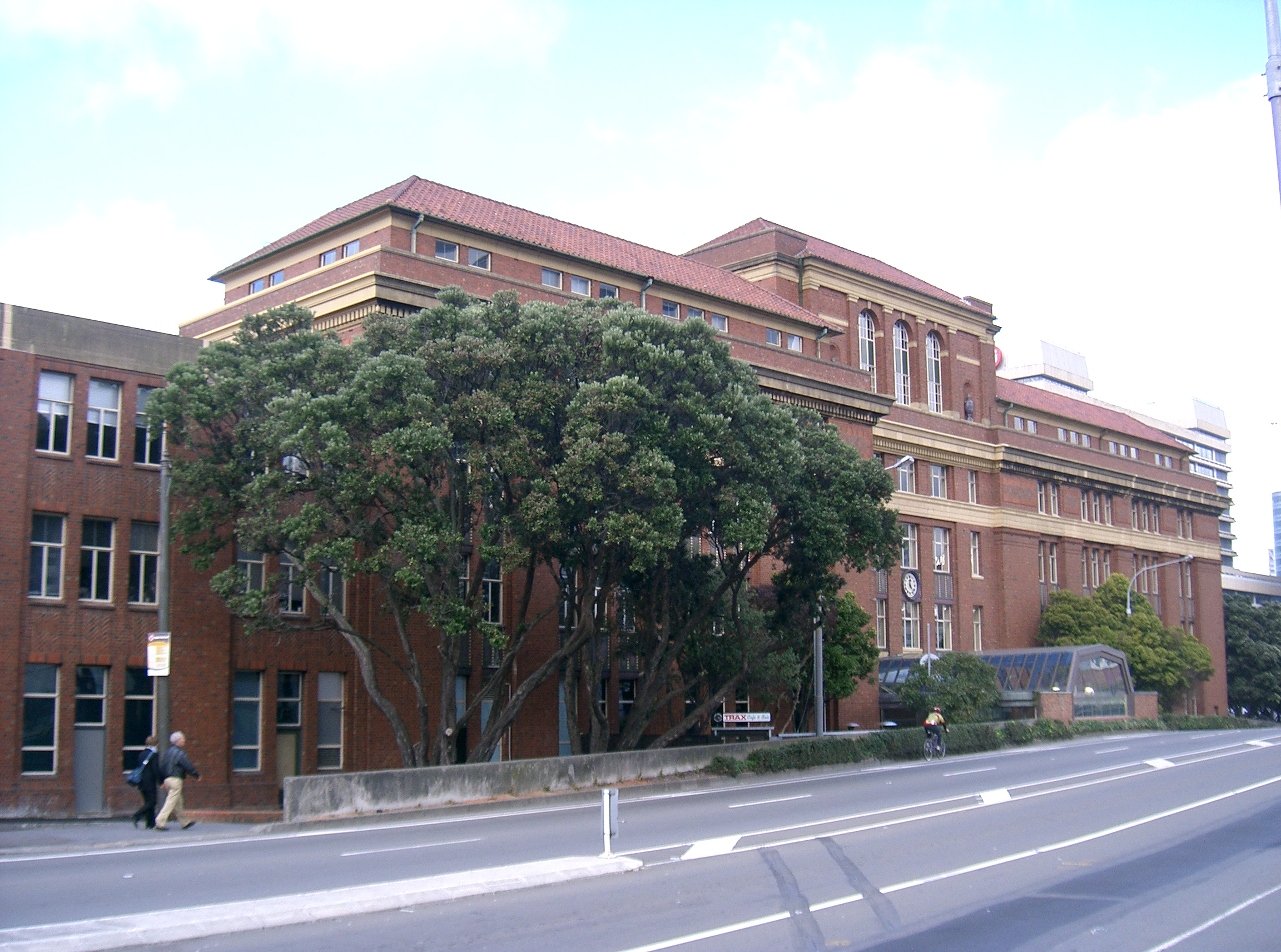
Entrada da Universidade.

A Universidade Victoria de Wellington é uma universidade neozelandesa fundada em 1897 pelo Parlamento da Nova Zelândia, sendo que antes fazia parte da Universidade da Nova Zelândia. Victoria foi colocada na 221ª posição dad melhores universidades pela QS World University Ranking de 2019.